# Scopelosaurus
Scopelosaurus is een geslacht van straalvinnige vissen uit de familie van papierbeenvissen (Notosudidae).

## Soorten
- Scopelosaurus adleri (Fedorov, 1967)
- Scopelosaurus ahlstromi Bertelsen, Krefft & Marshall, 1976
- Scopelosaurus argenteus (Maul, 1954)
- Scopelosaurus craddocki Bertelsen, Krefft & Marshall, 1976
- Scopelosaurus gibbsi Bertelsen, Krefft & Marshall, 1976
- Scopelosaurus hamiltoni (Waite, 1916)
- Scopelosaurus harryi (Mead, 1953)
- Scopelosaurus herwigi Bertelsen, Krefft & Marshall, 1976
- Scopelosaurus hoedti Bleeker, 1860
- Scopelosaurus hubbsi Bertelsen, Krefft & Marshall, 1976
- Scopelosaurus lepidus (Krefft & Maul, 1955)
- Scopelosaurus mauli Bertelsen, Krefft & Marshall, 1976
- Scopelosaurus meadi Bertelsen, Krefft & Marshall, 1976
- Scopelosaurus smithii Bean, 1925